# レビュー収集サイト
レビュー収集サイト（レビューしゅうしゅうサイト、英：review aggregator）は、製品やサービス（映画、書籍、コンピュータゲーム、ソフトウェア、ハードウェア、車など）のレビューを収集する（システムの）ウェブサイト。サイトのシステムは、レビューを保存しユーザーがレビューを閲覧できるWebサイトのサポートや消費者の動向に関する情報の第三者への販売、企業が実際および潜在的な顧客について知るための企業向けデータベースの作成などの目的で使用される。このシステムにより、ユーザーは同一作品のさまざまなレビューを簡単に比較できる。これらのシステムの多くは通常、作品の肯定的評価の程度に関連して各レビューに数値を割り当てることでおおよその平均評価を算出している。 
レビュー収集サイトは、レビュー対象の商品を制作または製造する企業、特に高価なコンピュータゲームなどの特定の分野に経済的影響を与え始めている。一部の企業は、ロイヤルティの支払い率と従業員のボーナスを収集スコアに関連付けており、株価は潜在的な売上に関連する評価を反映していると見られている。文献では、売上と収集スコアの間に強い相関関係があることが広く受け入れられている。レビューが販売決定に与える影響により、メーカーは自社製品のこれらのレビューを測ることに関心を持つことが多い。多くの場合、これはビジネス向けの製品レビュー収集サイトを使用して行われる。ロイターによると、映画業界では大手スタジオは収集サイトに気を配ってはいるが、「彼らは常に収集サイトを重視することを好まない」。 

## 有名なレビュー収集サイト

### 本
- Book Marks
- iDreamBooks

### エレクトロニクス
- Epinions
- TestFreaks
- TestSeek

### 映画とテレビ
- Metacritic
- Movie Review Query Engine
- Rotten Tomatoes
- Flickmetrix

### 音楽
- Acclaimed Music
- AnyDecentMusic？
- Last.fm
- Metacritic
- Album of the Year
- Rate Your Music

### コンピュータゲーム
- GameRankings（現在は閉鎖）
- Metacritic
- OpenCritic

### ブランドのレビュー収集サイト
- FeedCheck
- Channel Signal

### その他の分野
- Graphiq